# Уго де Кароліс
Уго де Кароліс (нім. Ugo De Carolis; 7 жовтня 1887, Капуя, Італія — 12 грудня 1941, Хацепетівка, УРСР) — італійський воєначальник, бригадний генерал. Кавалер Лицарського хреста Залізного хреста.

## Біографія
Учасник Першої світової війни. В 1938/39 роках командував кавалерійськими полками «Лансієрі ді Мілано» і «Каваллег'єра Гуіде», потім був начальником центрального училища рухомих військо. В 1941 році Кароліс був призначений командиром 52-ї моторизованої дивізії «Торіно», яка була відправлена на радянсько-німецький фронт у складі Італійського експедиційного корпусу. Загинув у бою.

## Нагороди
- Медаль «За військову доблесть» (Італія)
  - 2 бронзових (16 липня 1915 і 6 серпня 1916)
  - Срібна (18 жовтня—1 листопада 1916)
  - Золота (18 березня 1943; посмертно)
- Хрест «За військову доблесть» (Італія) (27 жовтня 1917)
- Залізний хрест 2-го і 1-го класу (Третій Рейх)
- Лицарський хрест Залізного хреста (Третій Рейх) (9 лютого 1942; посмертно)